# Precis permagna
Precis permagna är en fjärilsart som beskrevs av Martin 1920. Precis permagna ingår i släktet Precis och familjen praktfjärilar. Inga underarter finns listade i Catalogue of Life.